# Hypolispa leucopolia
Hypolispa leucopolia är en fjärilsart som beskrevs av Turner 1926. Hypolispa leucopolia ingår i släktet Hypolispa och familjen trågspinnare. Inga underarter finns listade i Catalogue of Life.